# Political Film Society Award für Demokratie
Der Political Film Society Award für Demokratie wird jedes Jahr an einen Film vergeben, der das Bewusstsein und das Niveau der Öffentlichkeit in den spezifischen Bereichen der Demokratie und der Freiheit fördert und unterstützt. Dieser Preis wird von der Political Film Society (PFS) seit 1988, mit einer Unterbrechung (1996) verliehen. Abhängig von der Anzahl der Filme, die sich für diese Kategorie qualifizieren, gibt es Jahre, in denen nur ein einziger Film für diesen Preis nominiert wurde, in folgenden Jahren wurden aber bis zu sieben Filme in einem Jahr nominiert, es gibt also keine feste, jährliche Anzahl von Nominierten.
Der Preis kann, wie jeder andere Political Film Society Award (PFSA), an einen Mainstreamfilm, einen Independentfilm oder auch an einen Internationalen Film vergeben werden.

## Sieger und Nominierte
2015
Jimmy’s Hall
Straight Outta Compton
69 Tage Hoffnung
Timbuktu
2014
Cesar Chavez
Free the Nipple
Kill the Messenger
2013
Kapital
Mandela – Der lange Weg zur Freiheit
- 2012

Lincoln
Promised Land
2011
The Lady
Amigo
Tropa de Elite 2
Von Menschen und Göttern
Man of the Year
2010
Blood Done Sign My Name – Jeb Stuart
Formosa Betrayed – Adam Kane
John Rabe – Florian Gallenberger
Princess Ka‘iulani – Marc Forby
2009
Invictus – Unbezwungen – Clint Eastwood
2008
Milk – Gus Van Sant
Der fremde Sohn – Clint Eastwood
Flash of Genius – Marc Abraham
Nichts als die Wahrheit – Rod Lurie
2007
Amazing Grace – Michael Apted
September Dawn – Christopher Cain
Shooter – Antoine Fuqua
2006
Sophie Scholl – Die letzten Tage – Marc Rothemund
Cautiva – Gastón Biraben
The Listening – Giacomo Martelli
Man of the Year – Barry Levinson
Die Queen – Stephen Frears
2005
Machuca – Andrés Wood
Der Untergang – Oliver Hirschbiegel
2004
Silver City – John Sayles
Attentat auf Richard Nixon – Niels Mueller
Moolaadé – Bann der Hoffnung – Ousmane Sembène
Die Reise des jungen Che – Walter Salles
2003
Shattered Glass – Billy Ray
Herod’s Law – Luis Estrada
Das Urteil – Gary Fleder
Sandstorm – Jag Mundhra
Die Journalistin – Joel Schumacher
2002
Y Tu Mamá También – Alfonso Cuarón
Das Experiment – Oliver Hirschbiegel
John Q – Verzweifelte Wut – Nick Cassavetes
Max – Menno Meyjes
Secret Ballot – Babak Payami
The Town is Quiet – Robert Guédiguian
24 Hour Party People – Michael Winterbottom
2001
The Majestic – Frank Darabont
Antitrust – Peter Howitt
Atlantis – Das Geheimnis der verlorenen Stadt – Gary Trousdale und Kirk Wise
Bread and Roses – Ken Loach
Lumumba – Raoul Peck
2000
Ein Hauch von Sonnenschein – István Szabó
Rufmord – Jenseits der Moral – Rod Lurie
Human Resources – Laurent Cantet
Hurricane – Norman Jewison
It All Starts Today – Bertrand Tavernier
Steal this Movie! – Robert Greenwald
1999
Insider – Michael Mann
East of Hope Street – Nate Thomas
Fight Club – David Fincher
Naturally Native – Jennifer Wynne Farmer und Valerie Red-Horse
Three Kings – Es ist schön König zu sein – David O. Russell
1998
Vier Tage im September – Bruno Barreto
Mit aller Macht – Mike Nichols
Der Staatsfeind Nr. 1 – Tony Scott
The Siege – Edward Zwick
Wag the Dog – Barry Levinson
1997
Red Corner – Labyrinth ohne Ausweg – Jon Avnet
Der Regenmacher – Francis Ford Coppola
1996
Keine Preisvergabe in dieser Kategorie.
1995
Rangoon (Beyond Rangoon) – John Boorman
1994
Rapa Nui – Rebellion im Paradies – Kevin Reynolds
1993
Indochine – Régis Wargnier
Dave – Ivan Reitman
Das Piano – Jane Campion
Der geheime Garten – Agnieszka Holland
1992
Bob Roberts – Tim Robbins
City of Joy – Roland Joffé
Wiedersehen in Howards End – James Ivory
The Power of One – John G. Avildsen
1991
Stadt der Hoffnung (City of Hope) – John Sayles
JFK – Tatort Dallas – Oliver Stone
1990
Geboren am 4. Juli – Oliver Stone
1989
Der Club der toten Dichter – Peter Weir
1988
Milagro – Der Krieg im Bohnenfeld – Robert Redford
Stand and Deliver – Ramon Menendez